# M4C2V
Der M4 Command and Control Vehicle (C2V) ist ein bei der Firma United Defense in der Entwicklung befindliches gepanzertes Kettenfahrzeug der US-Streitkräfte, welches als mobiler Kommandostand bei Operationen mobiler gepanzerter Kräfte (Kampfpanzer, mechanisierte Infanterie) dient. Auf Corps- oder Divisionsebene ist das M4C2V der taktische Kommandoposten und auf Brigade- oder Bataillonsebene ist es das taktische Operationscenter. Es ist als Ersatz für den M577A2 geplant.

## Aufgabe
Die Aufgabe des M4C2V ist es, die eigenen Kräfte mit detaillierten Informationen über das Gefechtsfeld zu versorgen und sie zu koordinieren. Dies soll Beschuss durch den Feind und eigene Kräfte ("Friendly Fire") minimieren sowie das Feuer auf den Feind optimieren. Diese Aufgabe soll der M4C2V sowohl im Stand als auch in Fahrt erfüllen können. Hierbei soll er mit M1-Abrams-Kampfpanzern und M2-Bradley-Schützenpanzern mithalten können.

## Geschichte
Im März 1993 erreichte das Projekt den „Milestone“ (einen Punkt an dem über die Weiterentwicklung oder Einstellung eines Projektes entschieden wird) Nummer eins und im Dezember den Milestone II. Erste Operationstests mit dem Fahrzeug wurden von Juli bis August 1995 beim Army Operational Test and Evaluation Command (OPTEC) durchgeführt. Im Juli 1996 wurde die Beschussprüfung des Fahrzeuges durchgeführt, deren Ergebnisse eine Nachbesserung der ballistischen Panzerung erforderten. Im September 1996 wurde durch das Army System Acquisition Review Council (ASARC) beschlossen, eine geringe Anzahl Prototypen fertigen zu lassen. Im März 1997 nahmen sechs Fahrzeuge am Army Task Force XXI Advanced Warfighting Experiment teil. Fünf Fahrzeuge nahmen auf Brigade- und eines auf Bataillonsebene teil. Das Army ACAT II Programm sieht nun die Beschaffung von 16 fertigen Fahrzeugen zum Stückpreis von ca. 806.000 US-Dollar (Preisniveau Jahr 2000) vor.

## Aufbau
Das Fahrzeug besteht aus einer gepanzerten Fahrgastzelle auf einem modifizierten M993-MLRS-Chassis. Als Motor dient der 600-PS-Motor des M2 Bradley nebst dessen Getriebe. Das Fahrzeug soll die Besatzung vor atomaren, biologischen und chemischen Waffen schützen, dazu hat es eine luftdichte Kabine und ein eigenes Lebenserhaltungssystem. Das Fahrzeug ist gegen Beschuss durch Handwaffen und gegen Splitterwirkung geschützt.

## Elektronik
Herzstück des M4C2V sind seine vier voll ausgestatteten Arbeitsplätze. Diese umfassen das Army Tactical Command & Control System (ATCCS) sowie Geräte für den Datentransfer zwischen den Fahrzeugen der Kampfgruppe. Das M4C2V dient hierbei als Verknüpfung zwischen den einzelnen Einheiten seiner Gruppe und als Verbindung zu anderen M4C2V. Die Ausrüstung umfasst das Army Battle Command System (ABCS), die Command Hardware and Software (CHS), Kommunikationseinrichtungen und GPS-Systeme.

## Bewaffnung
Das Fahrzeug ist bis auf die Handfeuerwaffen der Insassen unbewaffnet.